# Arquidiocese de Tijuana
A Arquidiocese de Tijuana (Archidiœcesis Tigiuanaënsis) é uma circunscrição eclesiástica da Igreja Católica situada em Tijuana, México. Seu atual arcebispo é Francisco Moreno Barrón. Sua Sé é a Catedral de Nossa Senhora de Guadalupe de Tijuana.
Possui 99 paróquias servidas por 234 padres, contando com 2 463 495 habitantes, com 95% da população jurisdicionada batizada (2 339 745 batizados).

## História
Os primeiros missionários a chegar à península da Califórnia foram os jesuítas, quem em 1697 fundaram a missão de Loreto, ponto de partida da evangelização de toda a Califórnia, mexicana e americana. No século XVIII foram erigidas as missões de Santa Gertrudis (1752), San Francisco Borja (1762) e Santa María (1767), que agora estão localizadas no território da arquidiocese de Tijuana.
Em 1768, os jesuítas foram expulsos do México por ordem do rei Carlos III de Espanha. As missões da Califórnia passaram para os franciscanos, que, no entanto, estavam principalmente interessados no norte da Califórnia, em particular graças ao trabalho missionário de Junípero Serra. Por isso as missões da península da Califórnia foram cedidas aos dominicanos, que vieram para Loreto em 1773.
Enquanto as missões no norte da Califórnia floresceram e se multiplicaram, as missões no sul da Califórnia sofreram com a situação política da primeira metade do século XIX e da crise da ordem dominicana: em 1855, em todas as missões no sul da Califórnia, havia apenas dois padres dominicanos.
Em 27 de abril de 1840 o Papa Gregório XVI erigiu a Diocese da Califórnia, com sé em San Diego. No entanto, após o Tratado de Guadalupe Hidalgo de 1848, a Califórnia foi dividida entre o México e os Estados Unidos. O governo mexicano contestou que a Califórnia mexicana fosse governada por um bispo estrangeiro e impediu o bispo José Sadoc Alemany y Conill exercer sua jurisdição sobre a Baja California. Por isso foi dada a administração primeiro a José Maria González Rúbio, vigário de Alemany e mexicano de nascimento, e depois, em 1853, aos arcebispos da Cidade do México.
Em 23 de março de 1855 a Santa Sé nomeou Juan Francisco Escalante y Moreno, bispo-titular de Anastasiópolis, primeiro vigário capitular da Baixa Califórnia. Puseram a sua sé em La Paz, onde ele começou a construir a igreja de Nossa Senhora da Paz, atual catedral da Diocese de La Paz en la Baja California Sur. Ele morreu em abril de 1872 e foi enterrado na igreja que construiu.
Ele foi sucedido pelo carmelita Ramón María de San José Moreno y Castañeda, bispo-titular de Eumenia, que sofreu várias perseguições pelas autoridades civis: duas vezes ele foi preso, sofreu três ataques a sua vida e foi finalmente expulso do país.
As missões da Califórnia mexicana prosperaram na parte centro-sul da península, enquanto a parte norte foi evangelizada por padres missionários de várias partes, dentre as quais se destacaram: Antonio Ubach, padre da diocese de Monterey, que por muitos anos foi o único padre que trabalhava no território da arquidiocese de Tijuana de hoje; o dominicano alemão William Dempflin e seu confrade James Reginald Newell, missionários itinerantes entre as diferentes aldeias do norte da Baja California; e os padres diocesanos Luciano Osuna, Celso García e Guillermo Luis Dye. Luciano Osuna edificou a primeira igreja em Tijuana em 1888 e os primeiros batizados registrados no território datam de 1894.
Em 20 de janeiro de 1874 foi oficialmente erigido o Vicariato Apostólico da Baixa Califórnia com o breve Quod Catholici nominis do Papa Pio IX, recebendo seu território da Arquidiocese da Cidade do México.
Quando o franciscano Buenaventura del Purísimo Corazón de María Portillo y Tejeda, bispo-titular de Trícala e sucessor de Ramón María de San José Moreno y Castañeda, foi transferido para a Chilapa, a Santa Sé não mais nomeou vigários apostólicos para a Baixa Califórnia, cuja sé permaneceu vaga por quase 40 anos.[carece de fontes?]
A Sé foi dada em administração aos bispos de Sonora, enquanto em 1891 o Vicariato Apostólico passou a fazer parte da província eclesiástica da Arquidiocese de Durango. Em 1895 a Santa Sé confiou a administração do vicariato apostólico ao Colégio de Missionários dos Santos Pedro e Paulo de Roma. Finalmente, no final de 1939, o vicariato foi confiado aos Missionários do Espírito Santo.
Em 12 de dezembro de 1909, foi inaugurada em Tijuana a nova igreja de Nossa Senhora de Guadalupe.
Exceto pelo período entre 1921 e 1922, durante o qual o Vicariato Apostólico era governado por Silvino Ramírez y Cuera, bispo-titular de Verinópolis, a sé ainda estava sem liderança até 1948, ano em que Alfredo Galindo Mendoza foi nomeado.
Em 13 de julho de 1957, o Vicariado Apostólico da Baixa Califórnia foi dividido em dois, com a ereção da Prefeitura Apostólica de La Paz en la Baja California Sur (hoje diocese). No mesmo dia, sob o decreto Cum propter da Congregação de Propaganda Fide, toma o nome de Vicariato Apostólico de Tijuana.
Em 13 de junho de 1963, o Vicariato Apostólico foi elevado à Diocese com a bula Pro apostolico munere do Papa Paulo VI. A nova diocese pertencia originalmente à província eclesiástica da Arquidiocese de Hermosillo.
Em 25 de março de 1966, cedeu outra parte de seu território à ereção da Diocese de Mexicali.
Em 4 de março de 1967, com a carta apostólica Lauretanae Virgini, o Papa Paulo VI proclamou a Beata Virgem Maria de Loreto padroeira principal da Diocese.
Em 25 de novembro de 2006 com a bula Mexicani populi do Papa Bento XVI foi instituída a província eclesiástica da Baixa Califórnia com a elevação da diocese de Tijuana à dignidade de arquidiocese metropolitana, às quais foram atribuídas as dioceses de La Paz en la Baja California Sur e de Mexicali.
Em 26 de janeiro de 2007, a arquidiocese cedeu parte de seu território para o benefício da ereção da Diocese de Ensenada.

## Prelados
|                | Nome                                                                 | Período    | Notas                                             |
| Arcebispos     | Arcebispos                                                           | Arcebispos | Arcebispos                                        |
| -------------- | -------------------------------------------------------------------- | ---------- | ------------------------------------------------- |
| 2º             | Francisco Moreno Barrón                                              | 2016-      | Atual                                             |
| 1º             | Rafael Romo Muñoz                                                    | 2006-2016  | Arcebispo emérito                                 |
| Bispo auxiliar |                                                                      |            |                                                   |
|                | Mario Nicolás Villanueva Arellano                                    | 2024-      | Atual                                             |
| Bispos         |                                                                      |            |                                                   |
| 7º             | Rafael Romo Muñoz                                                    | 1996-2006  | Elevado à Arcebispo                               |
| 6º             | Emilio Carlos Berlie Belaunzarán                                     | 1983-1995  | Nomeado Arcebispo de Yucatán                      |
| 5º             | Juan Jesús Posadas Ocampo                                            | 1970-1982  | Nomeado Bispo de Cuernavaca                       |
| 4º             | Alfredo Galindo Mendoza, M.Sp.S.                                     | 1948-1970  |                                                   |
| 3º             | Silvino Ramírez y Cuera                                              | 1921-1922  |                                                   |
| 2º             | Buenaventura del Purísimo Corazón de María Portillo y Tejeda, O.F.M. | 1880-1882  | Nomeado Bispo de Chilapa                          |
| 1º             | Ramón María de San José Moreno y Castañeda, O.Carm.                  | 1873-1879  | Nomeado Bispo de Chiapas (Ciudad Real de Chiapas) |